# 鶴原製薬
鶴原製薬株式会社（つるはらせいやく）は、大阪府池田市に本社を置く、ジェネリック医薬品を主体に300品目以上の自社ブランド医薬品及び医薬部外品の製造・販売をおこなう日本の企業である。

## 沿革
- 1895年 各種医薬品及び医薬部外品の製造並びに販売をはじめる。
- 1956年 社名を鶴原製薬株式会社に改称し法人組織とする。
- 1964年 大阪府池田市に鉄筋四階建の本社 並びに工場を建設し本格的操業に入る。
- 1991年 G.M.P適合の氷上工場完成。

## 事業所
- 本社・本社工場 : 大阪府池田市豊島北1丁目16番1号
- 氷上工場 : 兵庫県丹波市氷上町横田848-11
- 営業所 : 東京・名古屋・福岡・仙台・札幌・広島

## 主な商品
- ボラボミン錠（非ステロイド性消炎鎮痛解熱剤）
- レスポリックス顆粒（胃炎・消化性潰瘍治療剤）

など